# グジェール

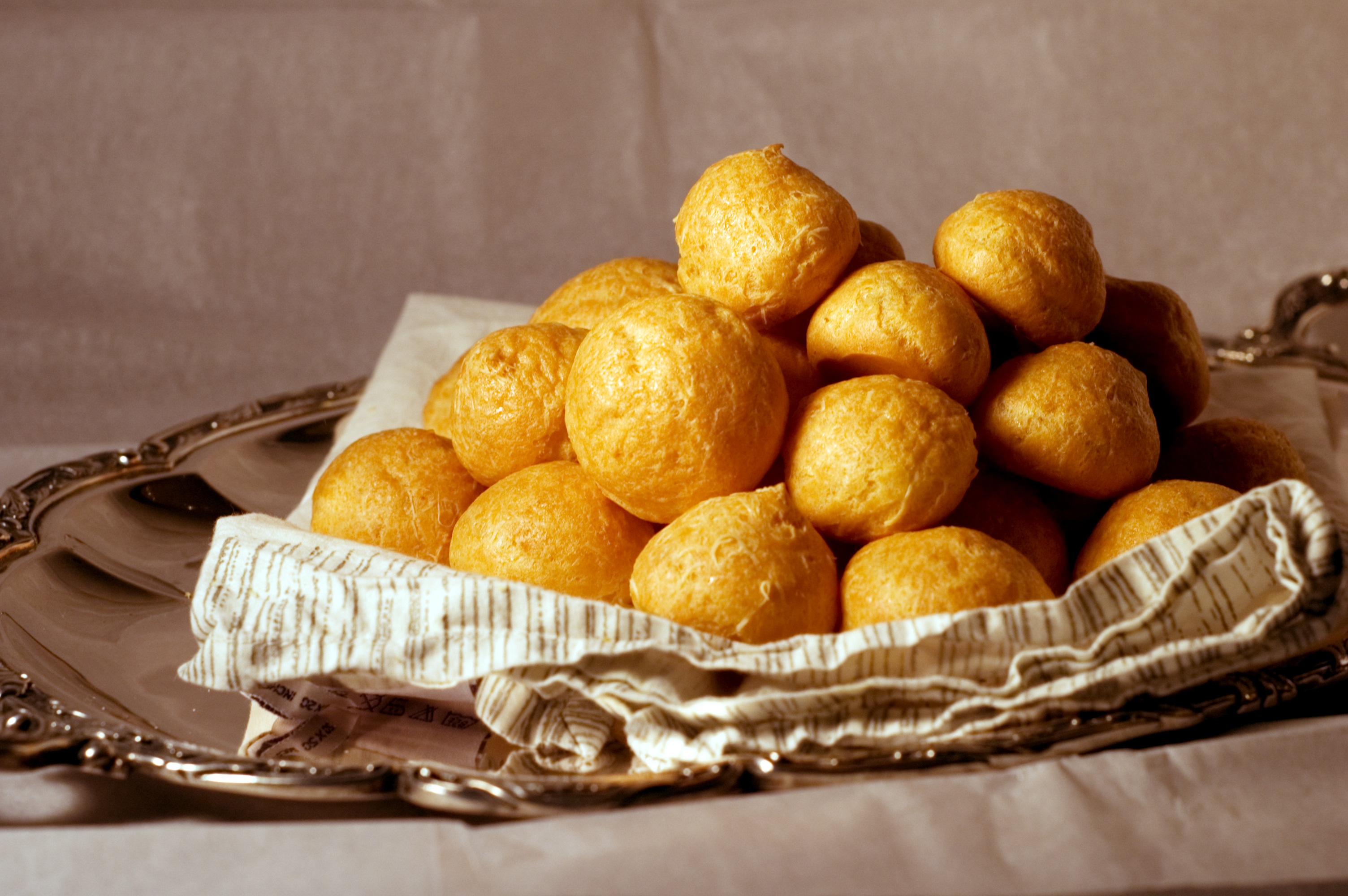
グリュイエールチーズを用いたグジェール

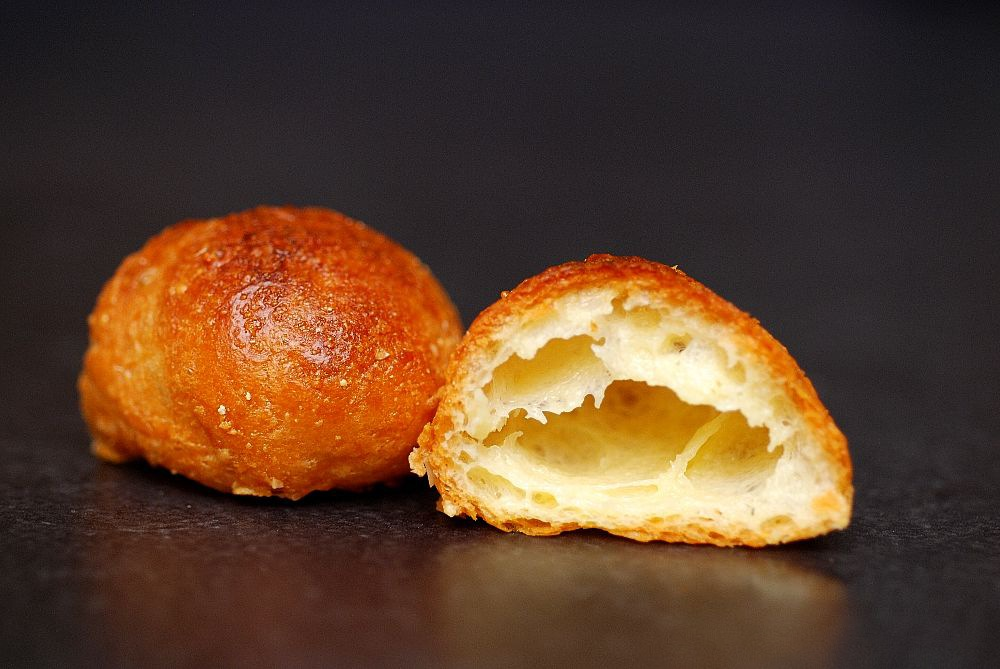
グジェールの内部

グジェール (仏: gougère) は、フランス料理において、チーズを混ぜた風味の良いシュー皮である。チーズは、グリュイエールチーズ、コンテチーズ、エメンタールチーズがよく用いられるが、他のチーズや材料を用いた多くの変種がある。
グジェールは、ブルゴーニュ地域圏のヨンヌ県、特にトネールが起源であると言われている。
グジェールは、直径3-4cmの小さめに成形することもあるが、食前酒とともに供されるものは10-12cmにすることもある。また、キノコ、牛肉、ハム等の具材を詰めることもあり、この場合はリング状またはパイ皿状に成形される。
ブルゴーニュ地域圏では、セラーでワインのテイスティングをする時には冷たくして供されるが、アペタイザーとしては温かくして供される。

## 歴史
18世紀及び19世紀には、グジェールはシュー皮で作ることもあったが、チーズ、卵、パンくずで作られることもあった。その形は通常は平たい円形であり、球やリング状ではなかった。
グジェールの初期の形は、ペイストリーよりもシチューに近いもので、ハーブ、ベーコン、卵、チーズ、スパイス、動物の血と混ぜた肉等が加えられ、羊の胃の中で調理された。中世のフランスでは、チーズのタルトかパイの一種であった。後に、これは現在のベルギー以外では知られなくなったが、ベルギーでは聖枝祭と結びつけられた。しかし、19世紀のブルゴーニュでは、"gouere"という名前で知られていた証拠がある。

## 名前
"gouere"という用語は、以前はgouiere、gouyere、goiere、goyere、gouyere等と綴った。現在のスペルは、18世紀から現れてきた。言葉の起源は、分かっていない。